# Fawwaz ibn Abd al-Aziz Al Su’ud
Fawwaz ibn Abd al-Aziz Al Su’ud (ur. 1934, zm. 19 lipca 2008) – saudyjski książę.
Urodził się w at-Ta’if. Był 24. synem króla Abd al-Aziza ibn Su’uda. Pełnił funkcje gubernatora Rijadu (1960-1961) i Mekki (1971-1980). Wchodził w skład ciała odpowiedzialnego za ustalanie kształtu linii sukcesji tronu. Zmarł w Paryżu 19 lipca 2008.